# Fabian Malbon
Fabian Malbon, brittisk vice-amiral, tillträdde som guvernör (Lieutenant Governor) på Guernsey, 17 oktober 2005 efter att ha tillbringat 37 år inom marinen.